# Comtat de Sonoma
El comtat de Sonoma es troba a l'estat nord-americà de Califòrnia. Segons el cens dels Estats Units del 2020, la seva població era de 488.863 habitants. La seu del govern i la ciutat més gran és Santa Rosa.
El comtat de Sonoma comprèn l'Àrea Estadística Metropolitana de Santa Rosa-Petaluma, que forma part de l' Àrea Estadística Combinada de San Jose - San Francisco - Oakland, CA. És el comtat més al nord de la regió de nou comtats de l'àrea de la badia de San Francisco.
A la regió Wine Country de Califòrnia, que també inclou els comtats de Napa, Mendocino i Lake, el comtat de Sonoma és el que més produeix. Compta amb tretze Àrees Vitícoles Americanes homologades i més de 350 cellers. Els votants han aprovat dues vegades iniciatives d'espais oberts que han proporcionat finançament per a l'adquisició pública d'espais naturals, preservació de zones boscoses, l'hàbitat costaner i altres espais oberts. Més de 8,4 milions de turistes visiten cada any, i es van gastar més de mil milions de dòlars el 2016.
El comtat de Sonoma és un dels principals productors de llúpol, raïm, prunes seques, pomes, així com productes làctics i aviram, en gran part a causa de l'extensió de la terra agrícola fèrtil disponible a més de l'abundància d'aigua d'alta qualitat per al reg. L'agricultura es divideix en gran part entre dos usos gairebé monoculturals: el raïm i la pastura.